# Lepanthes longipedicellata
Lepanthes longipedicellata är en orkidéart som beskrevs av Charles Schweinfurth. Lepanthes longipedicellata ingår i släktet Lepanthes och familjen orkidéer. Inga underarter finns listade i Catalogue of Life.